# Tituria forficula
Tituria forficula är en insektsart som beskrevs av Rauno E. Linnavuori 1972. Tituria forficula ingår i släktet Tituria och familjen dvärgstritar. Inga underarter finns listade i Catalogue of Life.